# Gotardi
Gotardi fou un petit estat tributari del l'agència de Rewa Kantha, a la presidència de Bombai divisió de Pandu Mehwas.
La superfície era de 5 km² i el nombre de tributaris era de quatre. Els ingressos s'estimaven el 1881 en 42 lliures de les quals s'obtenia el tribut que es pagava al Gaikwar de Baroda.